# Калдерано, Уго
Уго Мариньо Боржес Калдерано (порт.-браз. Hugo Marinho Borges Calderano, 22 июня 1996, Рио-де-Жанейро, Бразилия) — бразильский игрок в настольный теннис, обладатель Кубка мира 2025 года, серебряный призер Чемпионата мира 2025 года в Дохе, 6-кратный чемпион Панамериканских игр, многократный чемпион Латинской Америки по настольному теннису, обладатель Кубка Латинской Америки по настольному теннису, чемпион Бразилии. Участник Олимпийских игр 2016, 2020 и 2024 годов. Первая ракетка Южной Америки.

## Биография
В июле 2018 года Уго Калдерано впервые вошел в десятку сильнейших теннисистов мира по версии ITTF.
На Олимпийских играх 2024 года в Париже дошёл до полуфинала в одиночном разряде, где уступил Трульсу Мёрегорду. В матче за третье место Калдерано проиграл Феликсу Лебрену.
В 2025 году выиграл мужской кубок мира в одиночном разряде в Макао и занял второе место на Чемпионате мира в Дохе.

## Стиль игры
Уго Калдерано использует европейскую хватку ракетки правой рукой, играет в атакующем стиле.

## Достижения
Одиночный разряд
- Серебряный призер Чемпионата мира 2025 года в Дохе;
- Победитель Кубка мира 2025 года в Макао.
- Победитель Кубка Панамерики по настольному теннису 2018 и 2019 годов;
- Победитель Brazil Open 2013 и Brazil Open 2017;
- Победитель Чемпионата Латинской Америки по настольному теннису 2014, 2015 и 2016 годов;
- Победитель Кубка Латинской Америки по настольному теннису 2016 года;
- Победитель Панамериканских игр 2015 года;
- Бронзовый призер Летних юношеских Олимпийских игр 2014 года.

Парный разряд
- Серебряный призер Чемпионата Латинской Америки по настольному теннису 2014 года.

Командный разряд
- Победитель Чемпионата Латинской Америки по настольному теннису 2014, 2015 и 2016 годов;;
- Победитель Панамериканских игр 2015 года;